# Sebastião Leme do Prado
Sebastião Leme do Prado foi um bandeirante e sertanista paulista ativo por volta de 1700, filho de uma família tradicional da Capitania de São Paulo, da linhagem dos Lemes do Prado. Sua trajetória, embora pouco detalhada em registros de nascimento ou morte, está bem documentada devido à sua participação na exploração do interior de Minas Gerais, fundamental para o processo de colonização e abertura dos caminhos auríferos na região.
Em torno de 1700, Sebastião integrou a chamada “Bandeira do Caeté”, organizada em Caeté (MG) sob a liderança de Antônio Soares Ferreira (o Moço), juntamente com seu pai, Antônio Soares Ferreira — uma expedição voltada à busca de metais preciosos. Faziam parte dessa caravana exploratória renomados sertanistas da época, incluindo João Soares Pais, Gaspar Soares Ferreira, Manuel Correia de Arzão, Gabriel Ponce de Leão, além dos irmãos Sebastião e Domingos Leme do Prado.
O grupo avançou pelo sertão das Minas Gerais, descobrindo jazidas de ouro nas áreas atualmente correspondentes ao Serro, Minas Novas e Conceição do Mato Dentro, com destaque para a descoberta no Morro do Pilar, marco inicial da corrida aurífera que consolidou essas regiões como polos de mineração.
A importância de Sebastião Leme do Prado não se restringe à exploração em si, mas ao papel da expedição em acelerar a colonização paulista nas Minas Gerais. Registros genealógicos — como a obra Genealogia Paulistana — confirmam sua presença e função na bandeira, reforçando que ele fazia parte ativa dos esforços pioneiros na busca por riqueza e terras no interior do Brasil colonial.
Porém, a documentação sobre sua vida pessoal é escassa: não há dados precisos sobre sua infância, formação, casamento ou falecimento. Sabe-se apenas que ele pertencia a uma família que ultrapassava este momento histórico, exercendo influência no processo de povoamento de Goiás e outras regiões após esse período inicial.